# Bratensatz

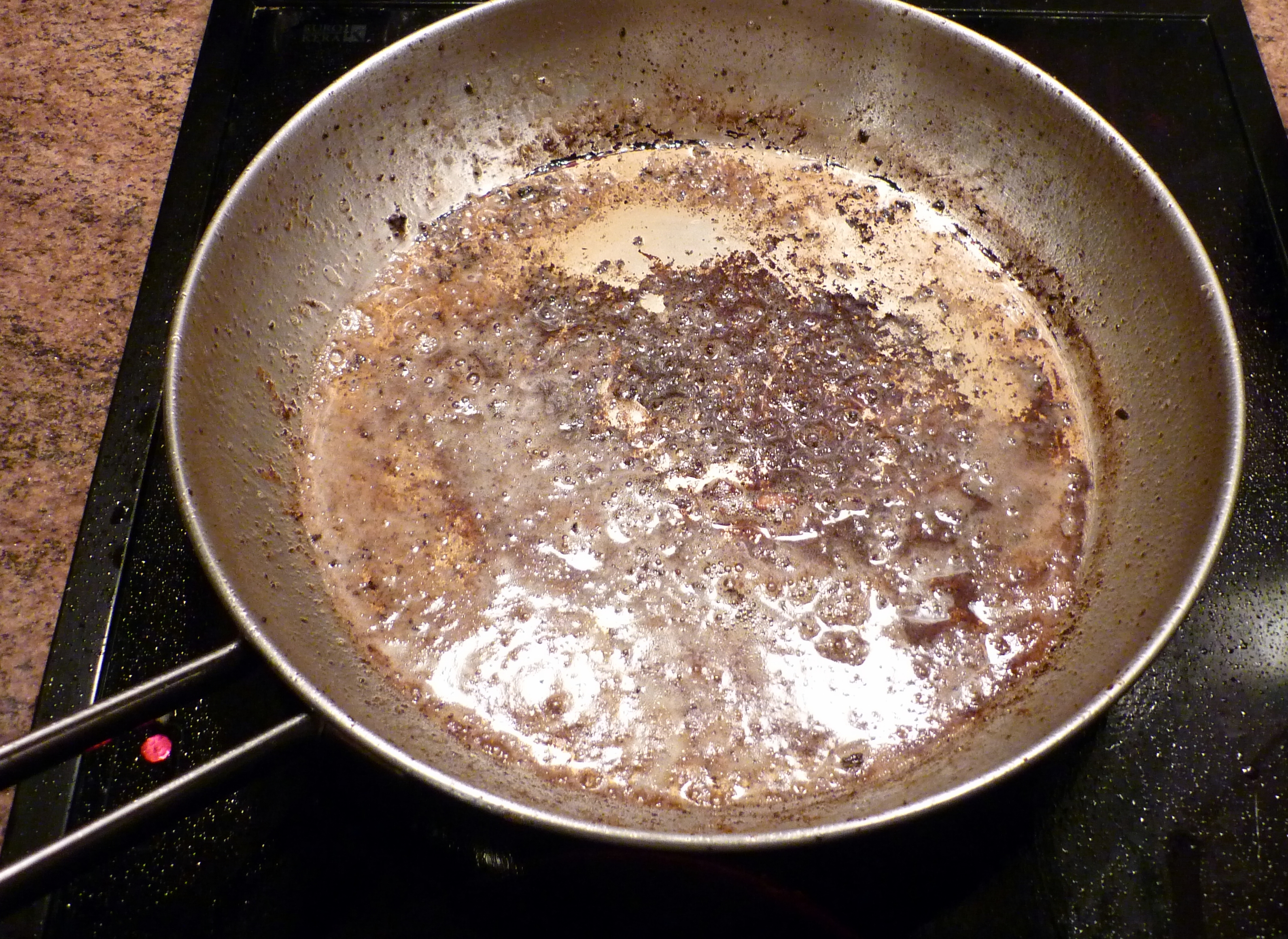
Pfanne mit Bratensatz (hier nach dem Braten von Fleisch)

Bratensatz oder Bratenfond bildet sich beim Braten vor allem von Fleisch aus einer Mischung aus Fett und dem austretenden Fleischsaft. Durch die Maillard-Reaktion entstehen dabei aus Proteinen und Kohlenhydraten charakteristische Aroma- und Farbstoffe, die wichtig für die Herstellung von braunen Saucen sind.
Bratensatz entsteht bereits beim Anbraten, seine Bildung kann durch die Zugabe von klein geschnittenem, kohlenhydratreichem Wurzelgemüse wie Möhre, Sellerie, Zwiebel usw. unterstützt werden, wobei zusätzlich Karamell gebildet wird. Beendet wird der Prozess durch Ablöschen – die Zugabe von Wasser, Brühe, Wein oder Ähnlichem –, bevor der Bratensatz anbrennt. Dabei wird der Bratensatz gelöst und das Fett kann durch die ebenfalls enthaltene Gelatine aus dem Fleisch emulgieren, wenn die Flüssigkeit geschlagen wird.
Eine aus abgelöschtem Bratensatz gewonnene, entfettete Sauce wird Bratensaft genannt. Durch die Zugabe von Butter oder Sahne kann er gebunden werden.